# ね

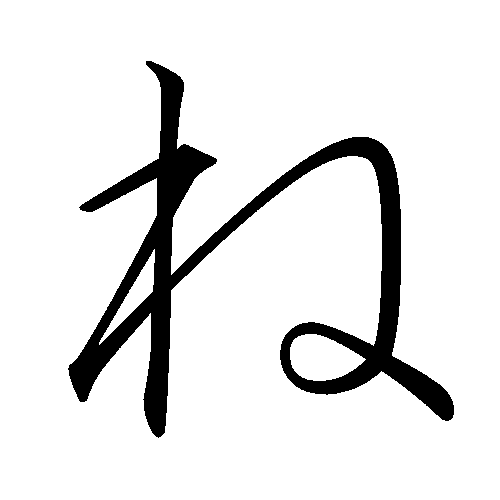
平假名ね

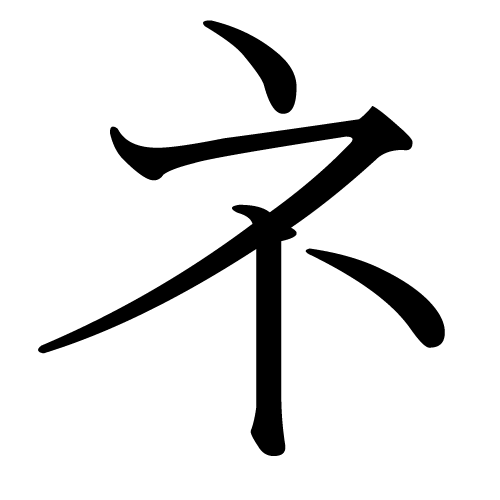
片假名ネ

平假名ね和片假名ネ是日语的假名之一，由一个音节组成。在日语五十音图中排第5行第4个（な行え段）的位置。

## 筆劃順序

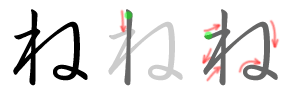
平假名ね的筆劃順序

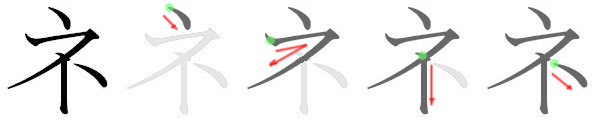
片假名ネ的筆劃順序

## 關於ね和ネ
| 現代日語發音     | 由1個子音和1個母音形成／ne̞／音    |
| 五十音顺序       | 第24位                            |
| 伊吕波顺序       | 第20位，「つ」之后、「な」之前    |
| 平假名「ね」字源 | 「（禰）」字的草書                |
| 片假名「ネ」字源 | 「（禰）」字的偏旁                |
| 日语罗马字       | 平文式罗马字：ne 训令式罗马字：ne |
| 点字：           | \| ●● ●－ \|                      |
| 通话表           | 「ねずみのネ」                    |
| 摩尔斯电码       | ——・－                            |
| ●● ●－           |                                   |